# DOC Kaas
DOC Kaas U.A. is een Nederlandse zuivelcoöperatie, opgericht in 1895. Van de melk die de leden-melkveehouders produceren, worden kaas en andere zuivelproducten gemaakt die wereldwijd worden afgezet. DOC Kaas is op 1 april 2016 gefuseerd met de Duitse zuivelonderneming DMK Group. Daarmee is DOC Kaas B.V. een dochteronderneming geworden van DMK GmbH en is de coöperatie DOC Kaas U.A. mede-eigenaar van DMK GmbH.

## Activiteiten
DOC Kaas B.V. is een dochteronderneming van de Duitse coöperatieve zuivelonderneming DMK Group. DOC Kaas heeft twee productielocaties in Hoogeveen waar onder meer kaas voor Uniekaas, het oudste kaasmerk van Nederland, wordt geproduceerd. De melk wordt geleverd door de leden van coöperatie DOC Kaas U.A.

## Geschiedenis
In 1895 werd in Hoogeveen de coöperatieve Stoomzuivelfabriek opgericht, waarin veehouders uit de omgeving van Hoogeveen gingen samenwerken bij de productie van boter. Al in het eerste jaar sloten zich meer dan 100 veehouders aan en werd de coöperatieve stoomzuivelfabriek gebouwd. In de decennia die volgden werd steeds meer boter geproduceerd en dat leidde ertoe dat in 1928 een nieuwe, grotere fabriek werd geopend, waar naast boter ook gecondenseerde melk werd gemaakt.
In 1962 fuseerde de Hoogeveense coöperatie met de coöperaties in Slagharen, Ruinen en Zuidwolde en ontstond de Drents-Overijsselse Coöperatie. Inmiddels waren er al 3000 veehouders die melk leverden. In 1986 verhuisde DOC naar de Alteveerstraat in Hoogeveen en in 2003 werd de grote kaasfabriek op het Zuivelpark Hoogeveen geopend.
In maart 2012 nam de zuivelcoöperatie samen met Vergeer Holland de snijder en verpakker van foliekaas Kraats Kaas over. Juli 2012 nam DOC Kaas Cheese Partners Holland volledig over van Rouveen en Westland. In oktober 2013 werd de naam van dochteronderneming Cheese Partners Holland gewijzigd in Dutch Original Cheese (DOC).

### Fusie met DMK
In oktober 2011 werden plannen bekendgemaakt om te fuseren met de Duitse zuivelgigant Deutsches Milchkontor GmbH (DMK). De geplande fusie per 1 januari 2012 ketste af.
In maart 2015 meldden DOC Kaas en DMK dat ze weer een poging zouden doen om te fuseren, waarbij het wel de bedoeling was dat DOC Kaas zelfstandig zou blijven bestaan. DOC Kaas had een beperkte productenportefeuille en wilde samengaan om een breder pakket te kunnen aanbieden, waarmee de kwetsbaarheid afnam. DOC Kaas is op 1 april 2016 gefuseerd met DMK.

### Uniekaas
Nadat DMK Group in 2017 het bedrijf en merk Uniekaas had overgenomen en daarmee het bedrijf in Kaatsheuvel, startte de productie van Uniekaas in de DOC locatie in in Hoogeveen.